# Oreomela inflata
Oreomela (Oreomela) inflata – gatunek chrząszcza z rodziny stonkowatych i podrodziny Chrysomelinae.
Gatunek ten opisany został w 2006 roku przez Igora K. Łopatina na podstawie pojedynczej samicy.
Chrząszcz o szeroko owalnym ciele długości 7,5 i szerokości 5 mm, ubarwionym czarno ze smoliście brązową wargą górną, brązowymi ostatnimi członami stóp i rudymi pazurkami. Wierzch ciała metalicznie połyskujący. Czułki sięgają daleko za nasadę pokryw. Nieco ponad półtora raza szersze niż długie przedplecze jest delikatnie i bardzo gęsto szagrynowane, a na dysku także bardzo delikatnie punktowane. Kąty tylne przedplecza tworzą małe ząbki. Tarczka szeroko trójkątna, gładka. Półkuliste pokrywy niewyraźnie, bardzo słabo punktowane, a w połowie wierzchołkowej całkiem niepunktowane.
Owad znany tylko z chińskiego Junnanu, z okolic leśnej stacji badawczej Shili-cun.